# Expédition Arctique britannique

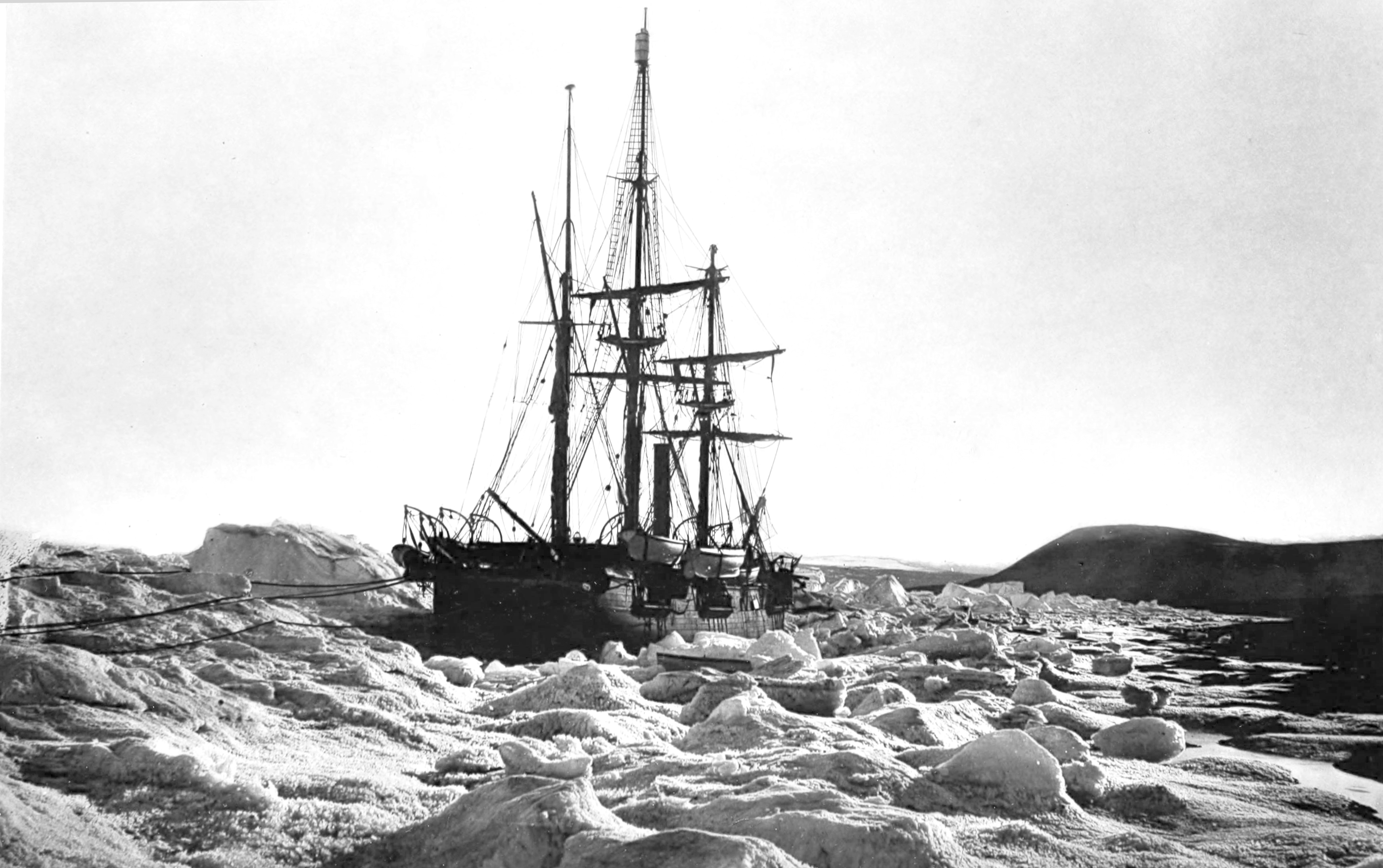
Le HMS Alert, 1876.

L’expédition Arctique britannique ou expédition Nares est une expédition maritime commandée par le Britannique George Nares entre 1875 et 1876 sur les navires HMS Alert et, commandé par Henry Frederick Stephenson, le HMS Discovery. Le but était d'atteindre par voie maritime le Pôle Nord via le détroit de Smith, conformément à la théorie de la mer polaire ouverte.

## Histoire
Les deux navires appareillèrent de Portsmouth le 29 mai 1875. Bien que l’expédition n’ait pas réussi à atteindre le pôle Nord, les côtes du Groenland et de l’île d'Ellesmere ont été largement étudiées et de grandes quantités de données scientifiques ont été recueillies.
Avec cette expédition, Nares est devenu le premier explorateur à amener ses navires jusqu’à la mer de Lincoln par la zone maritime entre le Groenland et l’île d'Ellesmere, zone qui porte depuis le nom de détroit de Nares en son honneur. Jusqu’à ce moment, la théorie de la mer polaire ouverte était populaire, mais Nares ne vit qu’un désert de banquise. Une équipe en traîneau menée par Albert Hastings Markham a établi un « Nord le plus loin » de 83°20'26"N, mais dans l’ensemble, l’expédition a été une catastrophe. Les hommes ont beaucoup souffert du scorbut et ont été gênés par des vêtements et du matériel inapproprié. Réalisant que ses hommes ne pourraient pas survivre un autre hiver dans les glaces, Nares précipita son retour vers le Sud à l’été 1876.
Toutefois, les hommes, dont Thomas Mitchell, ont réussi à documenter et photographier les peuples autochtones du Nord et les paysages de ce qui allait devenir plus tard les Territoires du Nord-Ouest et le Nunavut du Canada.
L'expédition inclut Adam Ayles, en l’honneur de qui la barrière d’Ayles et le mont Ayles sont nommés. Les autres toponymes liés à l’expédition comprennent la barrière de Markham, le détroit de Nares, le cap Aldrich, le fjord Archer et Alert au Nunavut, le lieu habité le plus septentrional de la planète.

## Postérité
Les archives sont conservées au Scott Polar Research Institute.